# Zeltus
Zeltus là một chi bướm ngày thuộc họ Lycaenidae.